# Leichtathletik-Weltmeisterschaften 2017/Teilnehmer (Botswana)
| Gelbes Symbol für Goldmedaillen mit stilisierten Olympischen Ringen | Graues Symbol für Silbermedaillen mit stilisierten Olympischen Ringen | Braundes Symbol für Bronzemedaillen mit stilisierten Olympischen Ringen |
| ------------------------------------------------------------------- | --------------------------------------------------------------------- | ----------------------------------------------------------------------- |
| —                                                                   | —                                                                     | —                                                                       |

Von Botswana wurden sechs Athletinnen und sechs Athleten für die Weltmeisterschaften in London nominiert.

## Ergebnisse

### Frauen

#### Laufdisziplinen
| Athletin                                                                                            | Disziplin | Vorlauf        | Vorlauf | Halbfinale         | Halbfinale         | Finale             | Finale             |
| Athletin                                                                                            | Disziplin | Zeit           | Platz   | Zeit               | Platz              | Zeit               | Platz              |
| --------------------------------------------------------------------------------------------------- | --------- | -------------- | ------- | ------------------ | ------------------ | ------------------ | ------------------ |
| Christine Botlogetswe                                                                               | 400 m     | 53,50 s        | 43      | nicht qualifiziert | nicht qualifiziert | nicht qualifiziert | nicht qualifiziert |
| Lydia Jele                                                                                          | 400 m     | 51,41 s        | 11      | 51,57 s            | 13                 | nicht qualifiziert | nicht qualifiziert |
| Amantle Montsho                                                                                     | 400 m     | 51,37 s        | 9       | 51,28 s SB         | 11                 | nicht qualifiziert | nicht qualifiziert |
| Oarabile Babolayi Christine Botlogetswe Lydia Jele Galefele Moroko Goitseone Seleka Amantle Montsho | 4 × 400 m | 3:26,90 min NR | 7       |                    |                    | 3:28,00 min        | 7                  |

### Männer

#### Laufdisziplinen
| Athlet                                                                                      | Disziplin | Vorlauf     | Vorlauf | Halbfinale         | Halbfinale         | Finale             | Finale             |
| Athlet                                                                                      | Disziplin | Zeit        | Platz   | Zeit               | Platz              | Zeit               | Platz              |
| ------------------------------------------------------------------------------------------- | --------- | ----------- | ------- | ------------------ | ------------------ | ------------------ | ------------------ |
| Isaac Makwala                                                                               | 200 m     | 20,20 s     | 6       | 20,14 s            | 3                  | 20,44 s            | 6                  |
| Isaac Makwala                                                                               | 400 m     | 44,55 s     | 1       | 44,30 s            | 4                  | DNS                | DNS                |
| Karabo Sibanda                                                                              | 400 m     | 47,44 s     | 46      | nicht qualifiziert | nicht qualifiziert | nicht qualifiziert | nicht qualifiziert |
| Baboloki Thebe                                                                              | 400 m     | 44,82 s     | 3       | 44,33 s            | 5                  | 44,66 s            | 4                  |
| Nijel Amos                                                                                  | 800 m     | 1:47,10 min | 27      | 1:46,29 min        | 13                 | 1:45,83 min        | 5                  |
| Nijel Amos Isaac Makwala Leaname Maotoanong Onkabetse Nkobolo Karabo Sibanda Baboloki Thebe | 4 × 400 m | 3:06,50 min | 14      |                    |                    | nicht qualifiziert | nicht qualifiziert |